# Pteris opaca
Pteris opaca är en kantbräkenväxtart som först beskrevs av Karel Presl, och fick sitt nu gällande namn av John Smith. Pteris opaca ingår i släktet Pteris och familjen Pteridaceae. Inga underarter finns listade.